# Goľove mláky
Goľove mláky jsou přírodní rezervace v katastrálním území obce Turany v okrese Martin v Žilinském kraji na Slovensku. Území bylo vyhlášeno v roce 1988 a jeho rozloha je 6,83 hektaru. Předmětem ochrany je přechodné rašeliniště s chráněnými druhy rostlin v Malé Fatře. Rezervace leží nedaleko soutoku Studence a Snilovského potoka.